# Didia Clara

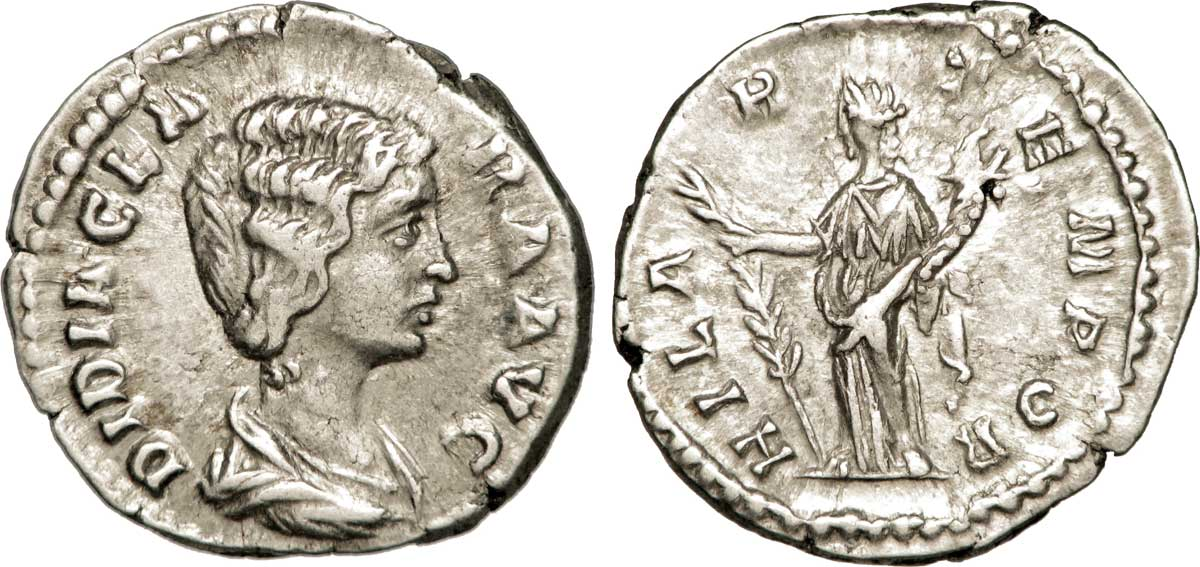
Didia Clara

Didia Clara war die Tochter des kurzzeitigen römischen Kaisers des Jahres 193, Didius Julianus, und der Manlia Scantilla. Verheiratet war sie mit Cornelius Repentinus, der während der kurzen Herrschaft ihres Vaters Stadtpräfekt von Rom war. Wie Münzen, die im April und Mai 193 geprägt wurden, zeigen, erhielt sie während der Herrschaft ihres Vaters den Titel einer Augusta.